# Kent Forsberg
Pour les articles homonymes, voir Forsberg.
Kent Forsberg, né en 1947 à Holmsund en Suède, est un entraîneur suédois de hockey sur glace. Il est le père de Peter Forsberg.

## Biographie
Entraîneur junior dans le club du MODO hockey, il devient entraîneur de l'équipe première en 1991-92,. Il reste en poste jusqu'en 1995. Lors de sa dernière saison à la tête de l'équipe et malgré la dernière place qualificative décrochée pour les séries, il conduit son équipe à la finale contre les Malmö Redhawks, finale remportée trois matchs à deux par les Redhawks. Il remporte alors le trophée du meilleur entraîneur de la saison, l'Årets coach.
Par la suite, il devient entraîneur des sélections de Suède de 1995 à 1998 avec qui il remporté l'or au championnat du monde 1998 et l'argent en 1997. Il a également dirigé la Finlande.
En 1999-00, il est nommé coentraîneur avec Peter Lee de l'équipe allemande des Eisbären Berlin.
Avec son fils, Peter, il crée la société Forspro dont les garanties financières ont notamment permis la construction de la Swedbank Arena d'Örnsköldsvik.